# Moribund Records
Moribund Records, cunoscută și sub denumirea de Moribund Cult sau Moribund, este o casă de discuri specializată în metal extrem cu sediul în Port Orchard⁠(d), Washington. A fost înființată în 1993 de Odin „The Old Goat” Thompson.
Următoarele formații au albume lansate de Moribund Records: Abhor, Adversvm, Apostolum, Avsky, Ayat, Azaghal, Azrael, Bahimiron, Behexen, Bitter Peace, Bleeding Fist, Blood Cult, Blood Ritual, Blood Stained Dusk, Canis Dirus, Chasma, Crebain, Darkcell, Dodsferd, Draugar, Drawn and Quartered, Empire Auriga, Ferrett, Godless Rising, Grimbane, Hacavitz, Haeresiarchs of Dis, Hiems, Horna, Hrizg, Infernal Legion, Infernus, I Shalt Become, Live Suffer Die, Luciferian Rites, Moon, Mortualia, Morbus666, Nadiwrath, Nazxul, Necro Drunks, Necronoclast, Nocturnal Fear, Oltretomba, Pact, Profezia, Provocator, Psycho, Sargeist, Satan's Host, Toby Knapp, Thrall, Vardan, Wende, Where Evil Follows, Whore, Wind of the Black Mountains și Winter of Apokalypse⁠(d).